# Pi Lupi
Désignations
π Lup A : HD 133242, HR 5605

Pi Lupi (en abrégé π Lup) est une étoile multiple de la constellation du Loup. Sa magnitude apparente combinée est de 3,88. Distant d'environ 440 années-lumière du Soleil, le système fait partie du sous-groupe Haut-Centaure Loup de l'association Scorpion-Centaure, comme Alpha Lupi, Beta Lupi et d'autres étoiles de la constellation.
En apparence, Pi Lupi est une binaire visuelle composée de Pi Lupi A, une étoile bleu-blanc de la séquence principale de type spectral B5V et de Pi Lupi B, une étoile bleu-blanc sous-géante de type spectral B5IV. Au moins une des composantes du système, Pi Lupi A est une binaire spectroscopique qui produit des éclipses tous les 15,5 jours, ce qui en fait une binaire à éclipses, plus précisément de type Algol. Il existe également d'autres variations de luminosité avec une période de 16 heures, qui sont probablement de type SPB. Les éclipses sont peu profondes, la luminosité du système ne baissant que de 1 %, soit environ 0,01 magnitude. L'amplitude des pulsations est encore moins importante. Pi Lupi B pourrait également être une binaire spectroscopique,.